# Campionati europei di windsurf 2020
I Campionati europei di windsurf 2020 sono stati la 15ª edizione della competizione. Si sono svolti a Vilamoura, in Spagna, dal 24 al 28 novembre 2020.

## Medagliere
| Pos.   | Nazione     | Oro | Argento | Bronzo | Totale |
| ------ | ----------- | --- | ------- | ------ | ------ |
| 1      | Israele     | 1   | 2       | 0      | 3      |
| 2      | Francia     | 1   | 0       | 0      | 1      |
| 3      | Polonia     | 0   | 0       | 1      | 1      |
| 3      | Paesi Bassi | 0   | 0       | 1      | 1      |
| Totale | Totale      | 2   | 2       | 2      | 6      |

## Podi
| Evento    | Oro            | Argento        | Bronzo                |
| Maschile  | Yoav Cohen     | Shahar Tzuberi | Kiran Badloe          |
| Femminile | Charline Picon | Katy Spychakov | Zofia Noceti-Klepacka |